# Assedio della Mirandola (1355)
L'assedio della Mirandola del 1355 fu un conflitto militare che vide coinvolti Francesco II Pico, primo signore di Mirandola, contro Bernabò Visconti.

## Storia

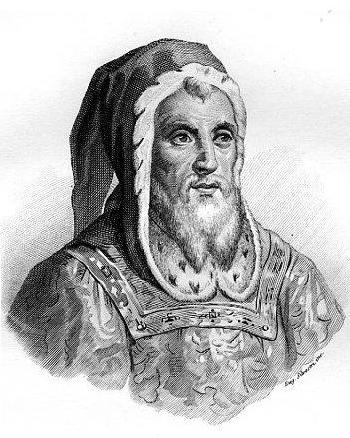
Bernabò Visconti

Scoppiata la guerra tra le famiglie Estensi (guelfi) e Visconti (ghibellini), quest'ultima assediò la Mirandola agli inizi di dicembre del 1355, forte di un esercito di 1 500 cavalieri e molti masnadieri, che fecero scorribande nel territorio circostante e a San Felice sul Panaro.
Nell'evidente impossibilità di resistere a tale forza nemica, Francesco II Pico, desideroso di mantenere il dominio della casata dei Pico su Mirandola e sulla corte di Quarantoli (riacquistata appena l'anno precedente, sottraendola ai Gonzaga, grazie all'investitura da parte dell'imperatore Carlo IV giunto in Italia) fu costretto ad arrendersi ed allearsi con i Visconti, le cui truppe furono fatte entrare amichevolmente nel castello di Mirandola.
Concluso l'assedio della Mirandola, Francesco II Pico venne nominato da Bernabò Visconti quale proprio podestà a Bologna (all'epoca governata dal Signore Giovanni Visconti da Oleggio) e combatté al fianco dei Visconti contro la lega antimilanese, occupando poi i castelli di Marano sul Panaro e di Campiglio (Vignola). La pace venne conclusa nel 1358 e Francesco II restituì agli Estensi i due castelli occupati, recandosi poi a Modena per riappacificarsi personalmente con il marchese Aldobrandino III d'Este.
Tuttavia, già nel 1362 riscoppiò la guerra tra Visconti ed Estensi: i Pico rinnovarono la fedeltà ai Visconti, mentre Niccolò II d'Este si alleò con i Carraresi di Padova, i Gonzaga di Mantova e il cardinale Egidio Albornoz del legato pontificio della Romagna con l'accordo che, qualora la fortezza della Mirandola fosse stata espugnata, sarebbe stata consegnata ai mantovani. Sconfitto Bernabò Visconti, ai Pico non restò altro che chiedere soccorso al podestà e capitano di Parma e nel frattempo far entrare nel proprio castello le truppe della lega antiviscontea. Seguì poi una beve tregua e poi una nuova guerra di Bernabò Visconti (questa volta alleato dei Pio di Carpi). Il 10 gennaio 1364 Mirandola venne di nuovo assaltata e bruciata dai soldati della Lega antimilanese. Una nuova pace fu stipulata il 3 marzo 1364. Nell'ottobre 1370 i milanesi guidati dal condottiero inglese Giovanni Acuto batterono duramente di nuovo a Mirandola la lega antiviscontea guidata dal conte Lucio di Landau, per poi sottoscrivere una nuova pace il mese successivo.
Seguirono ulteriori decenni di duri scontri tra Visconti ed Estensi, con i membri di casa Pico divisi in due fazioni: da un lato Niccolò Pico (con i figli Giovanni, Franceschino e Prendiparte) e dall'altro Francesco II Pico, la cui discendenza mantenne la titolarità della Signoria della Mirandola.